# Samir Handanović
Samir Handanović, född 14 juli 1984 i Ljubljana i Jugoslavien, är en slovensk före detta fotbollsmålvakt som mellan åren 2012 och 2023 spelade för Inter i Serie A.

## Klubbkarriär
Under säsongen 2010/2011 i Serie A räddade han totalt sex straffar, vilket gav honom ett delat ligarekord. Han spelade mellan 2004 och 2012 för Udinese, vilka han i augusti 2011 skrev på ett nytt femårskontrakt med. Den 4 juli 2012 blev han klar för Inter i Serie A. Övergången av Handanovič gick på 11 miljoner euro.

## Landslagskarriär
Handanovič spelade 81 landskamper för Slovenien. Han gjorde debut den 17 november 2004 i en match mot Slovakien. Han spelade även för Slovenien i världsmästerskapet i fotboll 2010.

## Privatliv
Samir Handanovićs föräldrar är av bosnisk härkomst. Hans äldre kusin Jasmin Handanovič spelar för Maribor i Prva Liga. De har båda spelat som målvakt i det slovenska landslaget. Handanovič är i relation med den tidigare KK Olimpija-cheerleadern Zoja, som han har en son med, född den 19 januari 2011.